# Nuoto ai Giochi della XV Olimpiade - 400 metri stile libero femminili
La competizione 400 metri stile libero femminili di nuoto dei Giochi della XV Olimpiade si è svolta nei giorni dal 31 luglio al 2 agosto 1952 allo stadio olimpico del nuoto di Helsinki.

## Programma
| Data           | Round      | Note                                |
| -------------- | ---------- | ----------------------------------- |
| 31 luglio 1952 | 5 Batterie | I migliori 16 tempi alle semifinali |
| 1º agosto 1952 | Semifinali | I migliori 8 tempi alla finale      |
| 2 agosto 1952  | Finale     |                                     |

## Risultati

### Batterie
| Pos. | Atleta             | Nazione       | Tempo  | Posizione finale |
| ---- | ------------------ | ------------- | ------ | ---------------- |
| 1    | Ana María Schultz  | Argentina     | 5'26"1 | 12               |
| 2    | Huguette Peeters   | Belgio        | 5'29"8 | 16               |
| 3    | Mette Ove Petersen | Danimarca     | 5'30"6 | 17               |
| 4    | Grace Wood         | Gran Bretagna | 5'31"2 | 18               |
| 5    | Kathleen McNamee   | Canada        | 5'50"5 | 29               |
| 6    | Geertje Wielema    | Paesi Bassi   | 6'02"6 | 34               |

| Pos. | Atleta             | Nazione       | Tempo  | Posizione finale |
| ---- | ------------------ | ------------- | ------ | ---------------- |
| 1    | Ragnhild Hveger    | Danimarca     | 5'19"6 | 4                |
| 2    | Éva Székely        | Ungheria      | 5'20"9 | 5                |
| 3    | Judy-Joy Davies    | Australia     | 5'21"2 | 6                |
| 4    | Deliana Meulenkamp | Stati Uniti   | 5'21"4 | 8                |
| 5    | Lillian Preece     | Gran Bretagna | 5'32"1 | 19               |
| 6    | Sybille Verckist   | Belgio        | 5'40"1 | 24               |
| 7    | Ritva Järvinen     | Finlandia     | 5'53"5 | 31               |

| Pos. | Atleta            | Nazione                                                                   | Tempo  | Posizione finale |
| ---- | ----------------- | ------------------------------------------------------------------------- | ------ | ---------------- |
| 1    | Valéria Gyenge    | Ungheria                                                                  | 5'22"6 | 10               |
| 2    | Carolyn Green     | Stati Uniti                                                               | 5'23"8 | 11               |
| 3    | Colette Thomas    | Francia                                                                   | 5'36"8 | 22               |
| 4    | Elisabeth Rechlin | Germania                                                                  | 5'38"0 | 23               |
| 5    | Johanna Termeulen | Paesi Bassi                                                               | 5'45"5 | 27               |
| 6    | Gladys Priestley  | Canada                                                                    | 5'52"7 | 30               |
| 7    | Cynthia Eager     | [[Template:AggNaz/HKG 1910-1955 ai Giochi della XV Olimpiade\|Hong Kong]] | 5'55"8 | 32               |

| Pos. | Atleta                    | Nazione       | Tempo  | Posizione finale |
| ---- | ------------------------- | ------------- | ------ | ---------------- |
| 1    | Evelyn Kawamoto           | Stati Uniti   | 5'16"6 | 1                |
| 2    | Daphne Wilkinson          | Gran Bretagna | 5'16"6 | 1                |
| 3    | Joan Harrison             | Sudafrica     | 5'21"8 | 9                |
| 4    | Ingegerd Fredin           | Svezia        | 5'28"7 | 15               |
| 5    | Ginette Jany-Sendral      | Francia       | 5'32"6 | 20               |
| 6    | Irma Heijting-Schuhmacher | Paesi Bassi   | 5'45"2 | 26               |
| 7    | Sadako Yamashita          | Giappone      | 5'48"4 | 28               |

| Pos. | Atleta             | Nazione   | Tempo  | Posizione finale |
| ---- | ------------------ | --------- | ------ | ---------------- |
| 1    | Éva Novák          | Ungheria  | 5'19"1 | 3                |
| 2    | Greta Andersen     | Danimarca | 5'21"3 | 7                |
| 3    | Piedade Coutinho   | Brasile   | 5'26"9 | 13               |
| 4    | Denise Norton      | Australia | 5'28"5 | 14               |
| 5    | Marianne Lundquist | Svezia    | 5'34"4 | 21               |
| 6    | Josette Arène      | Francia   | 5'44"1 | 25               |
| 7    | Misako Tamura      | Giappone  | 5'59"0 | 33               |

### Semifinali
| Pos. | Atleta            | Nazione     | Tempo  | Posizione finale |
| ---- | ----------------- | ----------- | ------ | ---------------- |
| 1    | Evelyn Kawamoto   | Stati Uniti | 5'21"2 | 5                |
| 2    | Éva Novák         | Ungheria    | 5'21"3 | 6                |
| 3    | Ana María Schultz | Argentina   | 5'22"0 | 7                |
| 4    | Greta Andersen    | Danimarca   | 5'22"1 | 8                |
| 5    | Joan Harrison     | Sudafrica   | 5'23"1 | 9                |
| 6    | Judy-Joy Davies   | Australia   | 5'25"6 | 10               |
| 7    | Piedade Coutinho  | Brasile     | 5'28"5 | 13               |
| -    | Ingegerd Fredin   | Svezia      | NP     |                  |

| Pos. | Atleta             | Nazione       | Tempo  | Posizione finale |
| ---- | ------------------ | ------------- | ------ | ---------------- |
| 1    | Valéria Gyenge     | Ungheria      | 5'16"9 | 1                |
| 2    | Carolyn Green      | Stati Uniti   | 5'18"3 | 2                |
| 3    | Éva Székely        | Ungheria      | 5'19"3 | 3                |
| 4    | Ragnhild Hveger    | Danimarca     | 5'19"5 | 4                |
| 5    | Daphne Wilkinson   | Gran Bretagna | 5'27"2 | 11               |
| 6    | Deliana Meulenkamp | Stati Uniti   | 5'27"9 | 12               |
| 7    | Denise Norton      | Australia     | 5'30"9 | 14               |
| 8    | Huguette Peeters   | Belgio        | 5'36"5 | 15               |

### Finale
| Pos.    | Atleta            | Nazione     | Tempo  |
| ------- | ----------------- | ----------- | ------ |
| Oro     | Valéria Gyenge    | Ungheria    | 5'12"1 |
| Argento | Éva Novák         | Ungheria    | 5'13"7 |
| Bronzo  | Evelyn Kawamoto   | Stati Uniti | 5'14"6 |
| 4       | Carolyn Green     | Stati Uniti | 5'16"5 |
| 5       | Ragnhild Hveger   | Danimarca   | 5'16"9 |
| 6       | Éva Székely       | Ungheria    | 5'17"9 |
| 7       | Ana María Schultz | Argentina   | 5'24"0 |
| 8       | Greta Andersen    | Danimarca   | 5'27"0 |